# Emily Watsonová
Emily Watsonová (* 14. ledna 1967 Londýn) je britská herečka. Vystudovala anglickou literaturu na Bristolské univerzitě a od roku 1992 je členkou Royal Shakespeare Company.
Uznání získala již svým filmovým debutem v díle Larsa von Triera Prolomit vlny. Během své kariéry, která se skládá z divadelních dramat, filmů a televizních děl, získala mnoho ocenění svého hereckého umu; mimo jiné i cenu BAFTA za roli v Appropriate Adult na ITV. Dvakrát byla nominována na Oscara za nejlepší ženský herecký výkon v hlavní roli (1997 a 1999). V roce 2015 jí byl udělen Řád britského impéria.
Jean-Pierre Jeunet pro ni napsal titulní postavu ve filmu Amélie z Montmartru, ale odmítla ji hrát kvůli nedostatečné znalosti francouzštiny. Z rodinných důvodů se vzdala role Marie Moravcové ve filmu Anthropoid.
Podporuje dobročinnou organizaci National Society for the Prevention of Cruelty to Children.
Jejím manželem je herec Jack Waters, mají syna a dceru.

## Filmografie (výběr)
- 1996: Prolomit vlny (Breaking the Waves)
- 1997: The Boxer
- 1997: Metroland
- 1998: Hilary & Jackie
- 1999: Das schwankende Schiff
- 1999: Angela’s Ashes
- 2000: The Luzhin Defence
- 2000: Trixie
- 2002: Equilibrium
- 2002: Gosford Park
- 2002: Punch-Drunk Love
- 2002: Červený drak (Red Dragon)
- 2004: Back to Gaya
- 2004: The Life and Death of Peter Sellers
- 2005: Mrtvá nevěsta Tima Burtona
- 2005: The Proposition
- 2005: Separate Lies
- 2006: Kruistocht in spijkerbroek
- 2006: Miss Potter
- 2007: The Water Horse: Legend of the Deep
- 2008: Světlušky v zahradě (Fireflies in the Garden)
- 2008: Synecdoche, New York
- 2008: The Memory Keeper's Daughter
- 2009: Within the Whirlwind
- 2010: Cemetery Junction
- 2010: Oranges and Sunshine
- 2011: Válečný kůň (War Horse)
- 2012: Anna Karenina jako Lidia Ivanovna
- 2013: Zlodějka knih jako Rosa Hubermann
- 2014: Teorie všeho (The Theory of Everything) jako Beryl Wilde
- 2014: 33 Liberty Lane jako Brenda
- 2014: Little Boy jako Emma Busbee
- 2014: Molly Moon: The Incredible Hypnotist jako slečna Trinklebury
- 2015: Everest jako Helen Wilton
- 2015: The Dresser
- 2017: Ulička Apple Tree Yard (Apple Tree Yard) jako Yvonne Carmichael (TV seriál)
- 2017: Génius jako Elsa Einsteinová (TV seriál)
- 2017: Příšerákovi jako Emma
- 2017: On Chesil Beach jako Violet Ponting
- 2017: Kingsman: Zlatý kruh jako Foxová
- 2018: Šťastný princ
- 2019: Černobyl (TV seriál)